# Ніч у музеї: Секрет гробниці
«Ніч у музеї: Секрет гробниці» (англ. Night at the Museum: Secret of the Tomb) — американська пригодницька кінокомедія режисера і продюсера Шона Леві, що вийшла 2014 року. Стрічка є продовженням фільмів «Ніч у музеї» (2006), «Ніч у музеї 2» (2009) і розповідає про магію, що оживила музейні експонати. У головних ролях Бен Стіллер, Робін Вільямс, Оуен Вілсон.
Уперше фільм продемонстрували 27 грудня 2014 року у низці країн світу. В Україні у широкому кінопрокаті показ фільму розпочався 8 січня 2015.

## Сюжет
У 1938 році в Єгипті археологи шукають гробницю та скарби. До неї потрапляє син керівника групи і кличе туди батька та всю команду. Вони виявляють важливий артефакт — золоту пластину Акменра. Місцеві мешканці попереджають, що якщо вони перевезуть пластину, то їй настане кінець.
Нью-Йорк, наші дні. Нічний охоронець Ларрі Дейлі та його улюблені експонати Американського музею природознавства присутні на урочистому відкритті Планетарію Хайдена. В музеї з'явилася нова воскова фігура, яка нагадує неандертальця на ім'я Ларрі Лаа. Акменра показує Ларрі, що його пластина зазнає корозії і негативно позначається на поведінці експонатів. Пізніше Ларрі приходить додому і знаходить свого сина Ніка, який влаштовує вечірку. Нік не хоче вступати до коледжу і хоче взяти річну відпустку, аби спланувати своє майбутнє.
Ларрі дізнається, що колишній нічний охоронець Сесіл Фредерікс, який у 1938 році знайшов пластину, був ще хлопчиком. Ларрі відвідує Сесіла і пояснює йому те, що відбувається в музеї. Розуміння того, що настане кінець, означає, що магія пластини вичерпається і згадує, що батьки Акменра були відправлені до Британського музею. Посилаючись на слова Акменра про те, що його батько знав таємниці пластини, Ларрі розуміє, що він повинен проконсультуватися з ними і вмовляє безробітного доктора МакФі взяти із собою до Лондона Акменра та його пластину. 
Ларрі та Нік вирушають до музею, і охоронниця Тіллі пропускає їх. Увійшовши до музею, Ларрі бачить, що його друзі-експонати також приїхали до Лондона. Лаа доручено стояти на варті, в той час як усі інші шукають батьків Акменра. Вони зіштовхуються зі скелетом трицератопса та статуєю Іцзюна, але введена в оману точна копія воскової фігури сера Ланселота допомагає їм у боротьбі з обома експонатами. Джед та Октавій спускаються до вентиляційної шахти і потрапляють на модель міста Помпеї перед виверженням Везувію. Декстер, якого послав Ларрі, зупиняє потік вулкану і рятує їх від загибелі.
Ларрі та його друзі знаходять батьків Акменра. Його батько, Меренкахре, розкриває її таємниці і говорить, що вона призначена для збереження родини, наділена силою бога Місяця Хонсу і вимагає частого впливу місячного світла для збереження магії. В протилежному разі вона втратить свою силу, а всі експонати помруть. Ланселот краде пластину, прийнявши її за Святий Грааль, і їде у Камелот. Експонати намагаються його зупинити, але Тіллі ловить Ларрі та Лаа і замикає їх у кімнаті відпочинку. Лаа допомагає йому втекти і залишається охороняти Тіллі, в той час як Ларрі та його друзі залишають музей і вирушають на пошуки Ланселота. На Трафальгарській площі їх заганяють статуї левів, але Ларрі відволікає їх світлом ліхтарика і продовжує пошуки.
Під час мюзиклу Ланселот вривається на сцену, де виступають Г'ю Джекмен у ролі короля Артура та Еліс Ів у ролі Гвіневри. Ларрі та його друзі наздоганяють Ланселота на даху, і нью-йоркські експонати помирають. Ланселот віддає пластину назад, і Ларрі з допомогою місячного світла оживляє своїх друзів. Повернувшись до музею, нью-йоркські експонати вирішили, що Акменра повинен залишитися зі своєю родиною і тримати пластину поряд, попри те, що вони більше не оживатимуть щоночі. Ланселот приручає скелет трицератопса, в той час як Ларрі говорить Тіллі, що завтра ввечері в неї буде найкраща у світі робота. Повернувшись до Нью-Йорка, Ларрі прощається з експонатами перед сходом сонця.
Три роки потому вчитель Ларрі привозить пересувну виставку до Британського музею. Тіллі дає пластину доктору МакФі, яка була відновлена після того, як Ларрі взяв на себе відповідальність за безлад у Планетарії Хайдена. Вона показує йому, що всі експонати оживають щоночі, в той час як Акменра влаштовує вечірку з нагоди повернення пластини. Посміхаючись, Ларрі дивиться на вечірку у музеї з протилежного боку вулиці.

## У ролях

### Люди
| Актор         | Роль                                 |
| ------------- | ------------------------------------ |
| Бен Стіллер   | Ларрі Дейлі, охоронець у музеї       |
| Рікі Джервейс | доктор МакФі, директор музею         |
| Рейчел Гарріс | Медлін Фелпс, головуюча у музеї      |
| Ребел Вілсон  | Тіллі, охоронець у музеї             |
| Дік Ван Дайк  | Сесіл Фредерікс, охоронець на пенсії |
| Міккі Руні    | Гас, охоронець у музеї               |
| Білл Коббс    | Реджинальд, охоронець у музеї        |
| Г'ю Джекман   | камео                                |
| Еліс Ів       | камео                                |

### Експонати
| Актор           | Роль                                                   |
| --------------- | ------------------------------------------------------ |
| Робін Вільямс   | Теодор Рузвельт, воскова фігура президента США         |
| Ден Стівенс     | сер Ланселот, воскова фігура лицаря Круглого столу     |
| Рамі Малек      | Акменра, мумія стародавнього фараона                   |
| Бен Кінгслі     | Меренкахра, мумія стародавнього фараона                |
| Стів Куґан      | Октавіус, мініатюра римського солдата                  |
| Оуен Вілсон     | Джедедіа, мініатюра ковбоя                             |
| Патрік Галлахер | Аттіла, статуя вождя гунів                             |
| Мізуо Пек       | Сакаджавея, поліуретанова модель жінки племені шошонів |
| Кристал         | Декстер, опудало мавпи сімейства капуцинові            |

## Знімальна група
- Кінорежисер — Шон Леві
- Сценаристи — Девід Ґіон і Майкл Гандельман
- Кінопродюсери — Шон Леві, Кріс Коламбус і Марк Редкліфф
- Виконавчі продюсери — Девід Ґіон, Майкл Гандельман, Джош МакЛаґлен і Мері МакЛаґлен
- Композитор — Алан Сільвестрі
- Кінооператор — Ґільєрмо Наварро
- Кіномонтаж — Дін Циммерман
- Підбір акторів — Хайке Брандштатер і Корін Мейрс
- Художник-постановник — Мартін Віст
- Артдиректори — Рави Бенсел, Найджел Еванс і Кетрін Ірка
- Художник по костюмах — Марлен Стюарт[7].

## Сприйняття

### Оцінки
Фільм отримав загалом змішані відгуки: Rotten Tomatoes дав оцінку 49 % на основі 103 відгуків від критиків (середня оцінка 5/10) і 58 % від глядачів зі середньою оцінкою 3,5/5 (100 710 голосів). Загалом на сайті фільми має погані оцінки, фільму зарахований «гнилий помідор» від кінокритиків і «розсипаний попкорн» від глядачів, Internet Movie Database — 6,3/10 (60 862 голоси), Metacritic — 47/100 (33 відгуки критиків) і 5,9/10 від глядачів (110 голосів). Загалом на цьому ресурсі від критиків і від глядачів фільм отримав змішані відгуки.

### Касові збори
Під час прем'єрного показу у США, що розпочався 19 грудня 2014 року, протягом першого тижня фільм показали у 3 785 кінотеатрах і він зібрав 17 100 520 $, що на той час дозволило йому зайняти 2 місце серед усіх прем'єр. Показ фільму тривав 203 дні (29 тижнів) і завершився 9 липня 2015 року, зібравши у прокаті у США 113 746 621 долар США, а у решті світу 249 458 014 $ (за іншими даними 242 800 000 $), тобто загалом 363 204 635 доларів США (за іншими даними 356 546 621 $) при бюджеті 127 млн доларів США.

### Виноски
1. 1 2  Night at the Museum: Secret of the Tomb: Release Info (англ.). Internet Movie Database. Процитовано 7 лютого 2016.
2. 1 2  Ніч у музеї: Секрет гробниці. Kino-teatr.ua. Процитовано 7 лютого 2016.
3. 1 2 3 4 5 6  Night at the Museum: Secret of the Tomb (англ.). Box Office Mojo. Процитовано 7 лютого 2016.
4. 1 2 3 4 5 6  Night at the Museum: Secret of the Tomb (2014) (англ.). The Numbers. Процитовано 7 лютого 2016.
5. ↑  Night at the Museum: Secret of the Tomb (2014) (англ.). AllMovie. Процитовано 7 лютого 2016.
6. ↑  Ніч у музеї: Секрет гробниці. Кіноманія. Архів оригіналу за 7 лютого 2016. Процитовано 7 лютого 2016.
7. ↑  Night at the Museum: Secret of the Tomb: Full Cast & Crew (англ.). Internet Movie Database. Процитовано 7 лютого 2016.
8. ↑  Night at the Museum: Secret of the Tomb (англ.). Rotten Tomatoes. Процитовано 7 лютого 2016.
9. ↑  Night at the Museum: Secret of the Tomb (англ.). Internet Movie Database. Процитовано 7 лютого 2016.
10. ↑  Night at the Museum: Secret of the Tomb (англ.). Metacritic. Процитовано 7 лютого 2016.